# De Nios Stora-prijs

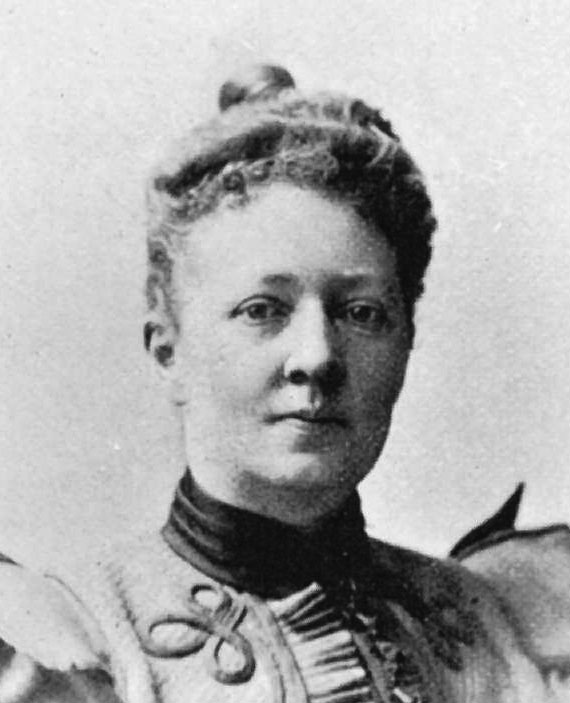
De eerste winnaar Hilma Angered Strandberg (1916)

De De Nios Stora-prijs is een Zweedse literatuurprijs ingesteld in 1916 en uitgereikt door Samfundet De Nio. Aan deze prijs was in 2018 een geldbedrag van 400 000 Zweedse kronen verbonden.

## Prijswinnaars
| Jaar | Winnaar |
| ---- | --- |
| 2022 | Kerstin Ekman |
| 2021 | Eva Runefelt |
| 2020 | Jan Stolpe |
| 2019 | Ola Larsmo |
| 2018 | Gunnar D. Hansson |
| 2017 | Agneta Pleijel |
| 2016 | Carola Hansson |
| 2015 | Sara Stridsberg |
| 2014 | Kjell Westö |
| 2013 | Aris Fioretos |
| 2012 | Arne Johnsson |
| 2011 | Kristina Lugn |
| 2010 | Ingvar Björkeson |
| 2009 | Steve Sem-Sandberg |
| 2008 | Birgitta Lillpers |
| 2007 | Tua Forsström |
| 2006 | Jacques Werup |
| 2005 | Klas Östergren |
| 2004 | Torgny Lindgren |
| 2003 | Ann Jäderlund |
| 2002 | Bruno K. Öijer |
| 2001 | Tomas Tranströmer |
| 2000 | Kjell Espmark |
| 1999 | Sigrid Combüchen |
| 1998 | Per Christian Jersild |
| 1997 | Per Wästberg |
| 1996 | Lars Andersson |
| 1995 | Bo Carpelan |
| 1994 | Per Olov Enquist |
| 1993 | Lennart Sjögren |
| 1992 | Göran Tunström |
| 1991 | Erik Beckman |
| 1990 | Tobias Berggren, Lars Gustafsson |
| 1989 | Katarina Frostenson |
| 1988 | Göran Sonnevi |
| 1987 | Lennart Hellsing |
| 1986 | Gunnar E. Sandgren |
| 1985 | Göran Palm |
| 1984 | Björn von Rosen |
| 1983 | Bengt Emil Johnson |
| 1982 | — |
| 1981 | Rita Tornborg |
| 1980 | Lars Norén |
| 1979 | Hans O. Granlid, Tomas Tranströmer |
| 1978 | Ingemar Leckius |
| 1977 | Sara Lidman |
| 1976 | Sten Hagliden, Olov Hartman |
| 1975 | Barbro Alving, Eva Moberg |
| 1974 | Sonja Åkesson |
| 1973 | Tito Colliander |
| 1972 | Sune Jonsson |
| 1971 | John Landquist |
| 1970 | Stig Claesson, Majken Johansson |
| 1969 | Albert Viksten, Lars Forssell |
| 1968 | Ivan Oljelund, Elsa Grave |
| 1967 | Werner Aspenström, Per-Erik Rundquist, Carl Fries                                                                                       |
| 1966 | Lars Gyllensten |
| 1965 | Willy Kyrklund |
| 1964 | Rabbe Enckell, Peder Sjögren |
| 1963 | Artur Lundkvist, Birgitta Trotzig |
| 1962 | Hans Ruin |
| 1961 | Erik Lindegren, Gustav Hedenvind-Eriksson                                                                                               |
| 1960 | Lars Ahlin |
| 1959 | Anders Österling, Evert Taube |
| 1958 | Emil Zilliacus |
| 1957 | Karl Vennberg |
| 1956 | Bo Bergman, Walter Ljungquist, Stina Aronson                                                                                            |
| 1955 | Sivar Arnér |
| 1954 | Gabriel Jönsson |
| 1953 | Tage Aurell |
| 1952 | Irja Browallius |
| 1951 | Gunnar Ekelöf, Lucien Maury |
| 1950 | Nils Ferlin |
| 1949 | Fritiof Nilsson Piraten, Johannes Edfelt                                                                                                |
| 1948 | Sigfrid Lindström |
| 1947 | Jan Fridegård |
| 1946 | — |
| 1945 | Frans G. Bengtsson |
| 1944 | Moa Martinson |
| 1943 | Sven Lidman |
| 1942 | — |
| 1941 | Olle Hedberg, Ivar Lo-Johansson |
| 1940 | Elmer Diktonius, Bertel Gripenberg, Jarl Hemmer, Arvid Mörne, Emil Zilliacus                                                            |
| 1939 | Vilhelm Moberg |
| 1938 | Harry Martinson |
| 1937 | Gustaf Hellström |
| 1936 | Bertil Malmberg, Eyvind Johnson |
| 1935 | Yrjö Hirn, Jarl Hemmer |
| 1934 | Hjalmar Söderberg |
| 1933 | K.G. Ossiannilsson |
| 1932 | Emilia Fogelklou |
| 1931 | Arvid Mörne, Ernst Didring |
| 1930 | Erik Blomberg, Bertel Gripenberg |
| 1929 | Per Hallström, Axel Lundegård, Birger Sjöberg                                                                                           |
| 1928 | Ludvig Nordström, Pär Lagerkvist |
| 1927 | Sigfrid Siwertz |
| 1926 | Hjalmar Bergman |
| 1925 | Fredrik Vetterlund |
| 1924 | Vilhelm Ekelund, Gustaf Ullman |
| 1923 | Elin Wägner |
| 1922 | Tor Hedberg |
| 1921 | Olof Högberg |
| 1920 | Hans Larsson |
| 1919 | K. G. Ossiannilsson |
| 1918 | — |
| 1917 | K. G. Ossiannilsson, Marika Stiernstedt                                                                                                 |
| 1916 | Erik Axel Karlfeldt, Bertel Gripenberg, Vilhelm Ekelund, Axel Lundegård, Hilma Angered Strandberg, Oscar Stjerne, Verner von Heidenstam |

## Galerie van de laureaten

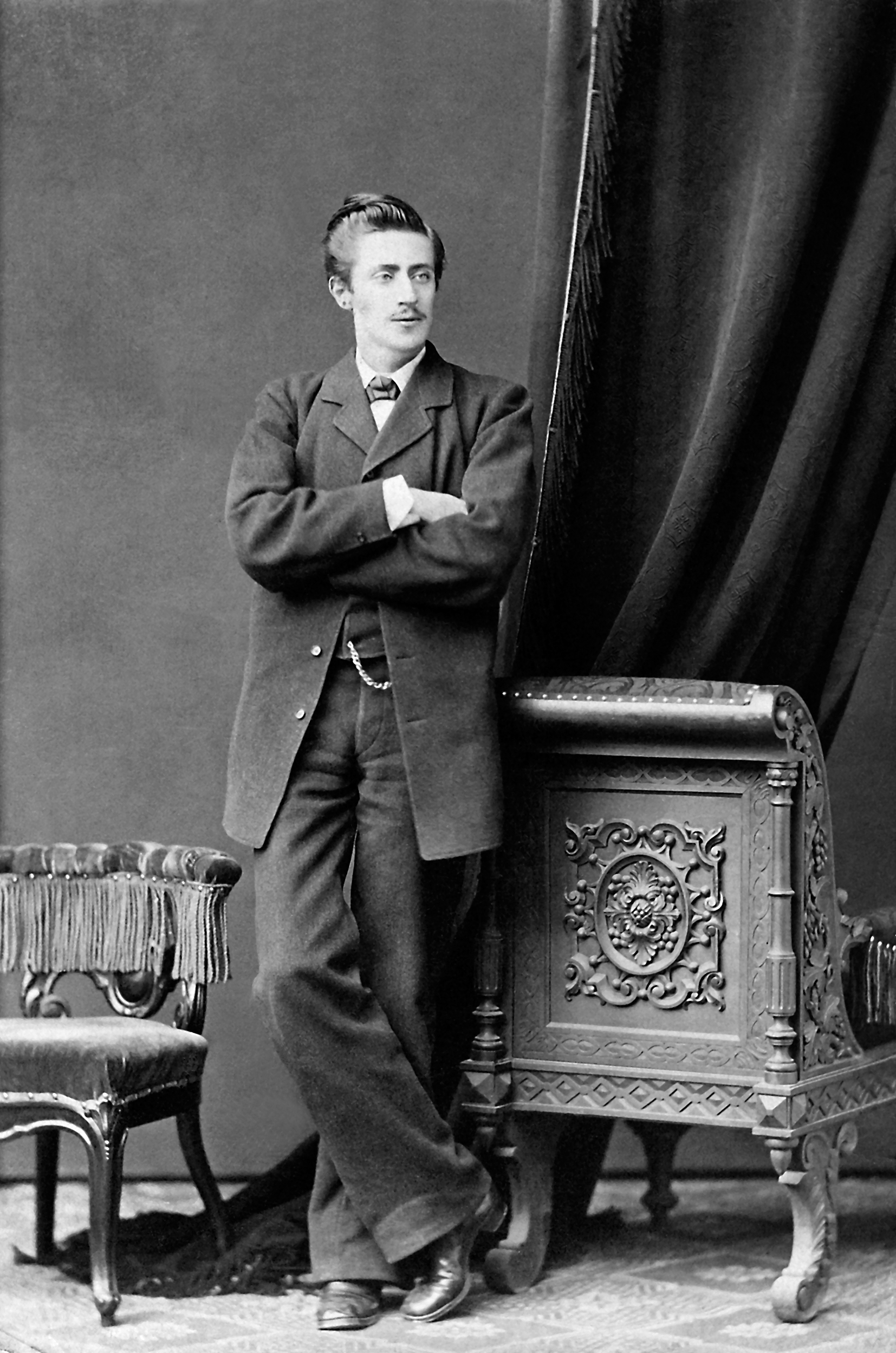
Verner von Heidenstam (1916)
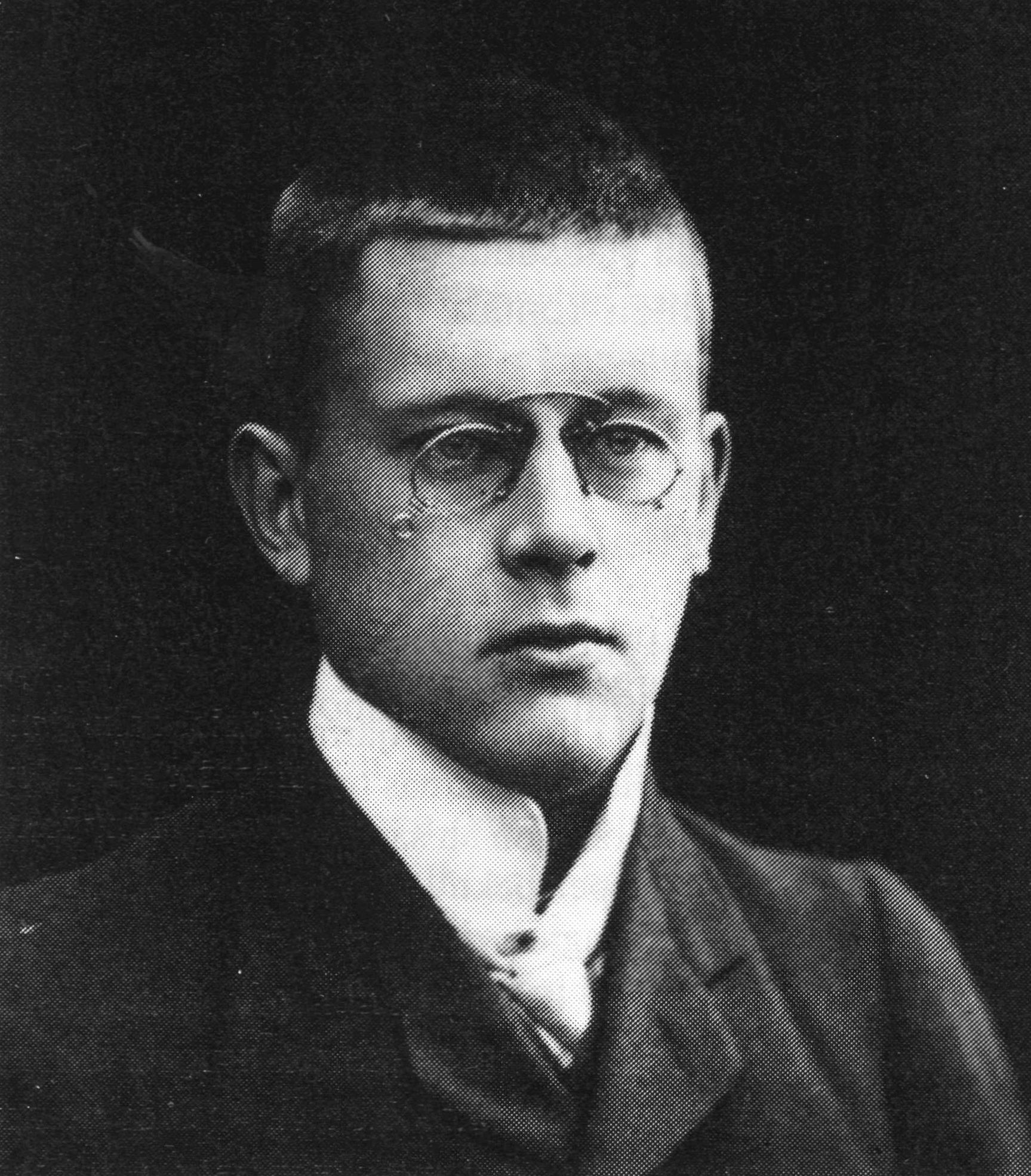
Bertel Gripenberg (1916, 1930 en 1940)
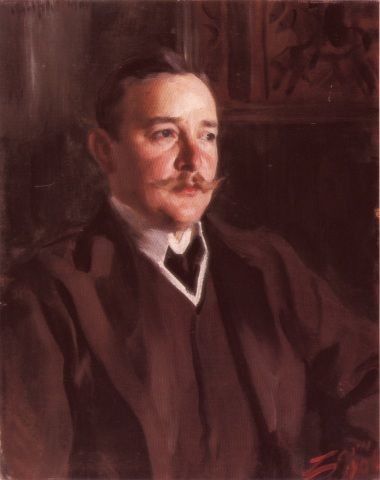
Erik Axel Karlfeldt (1916)
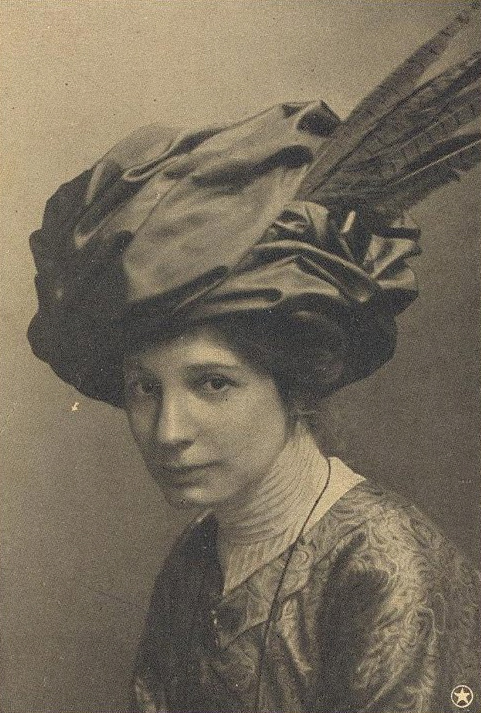
Elin Wägner (1923)
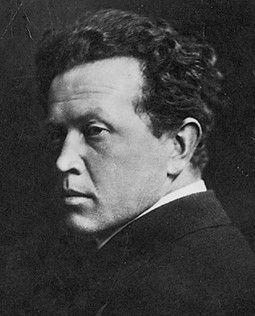
Hjalmar Bergman (1926)
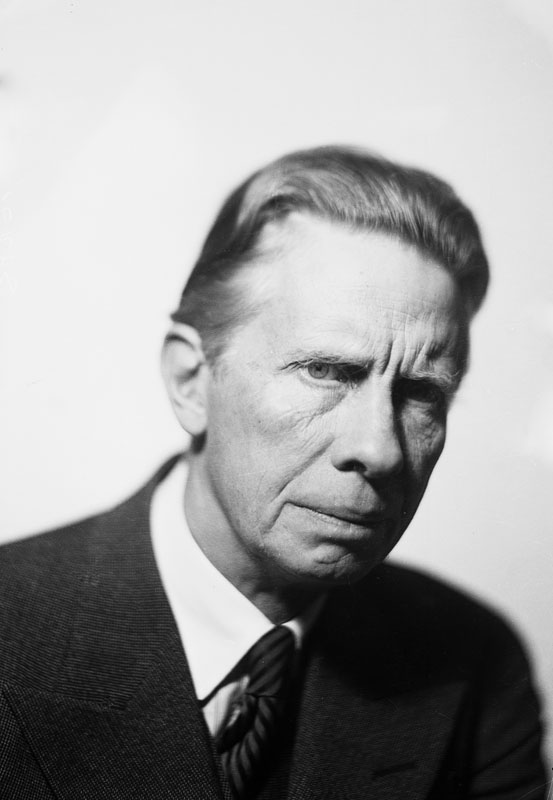
Sigfrid Siwertz (1927)
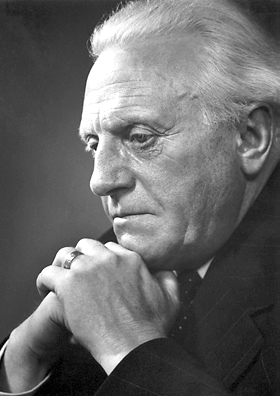
Pär Lagerkvist (1928)
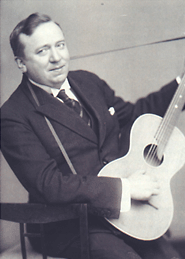
Birger Sjöberg (1929)
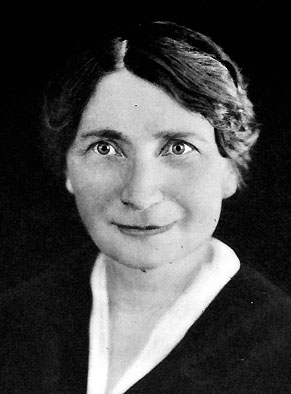
Emilia Fogelklou (1932)
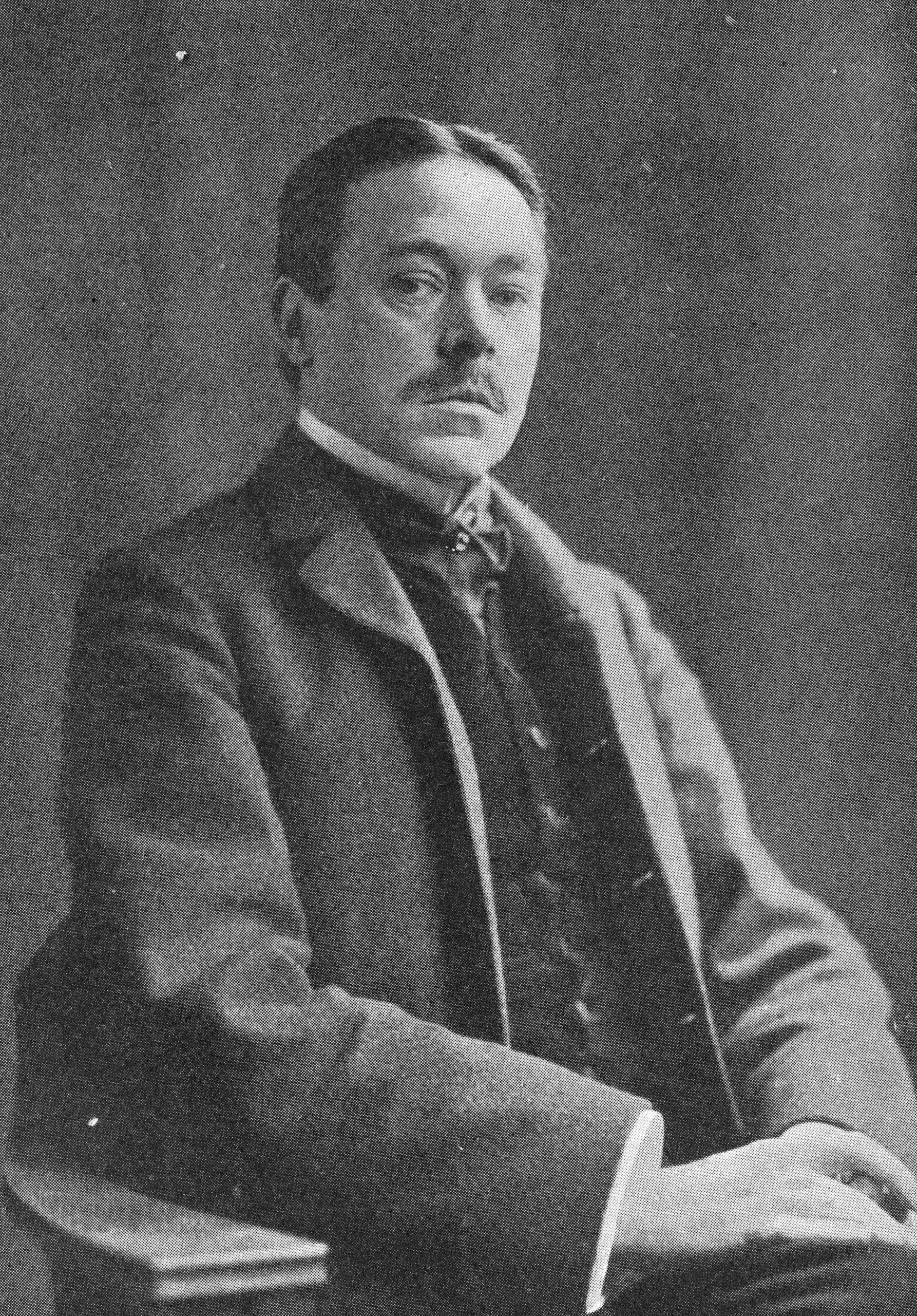
Hjalmar Söderberg (1934)
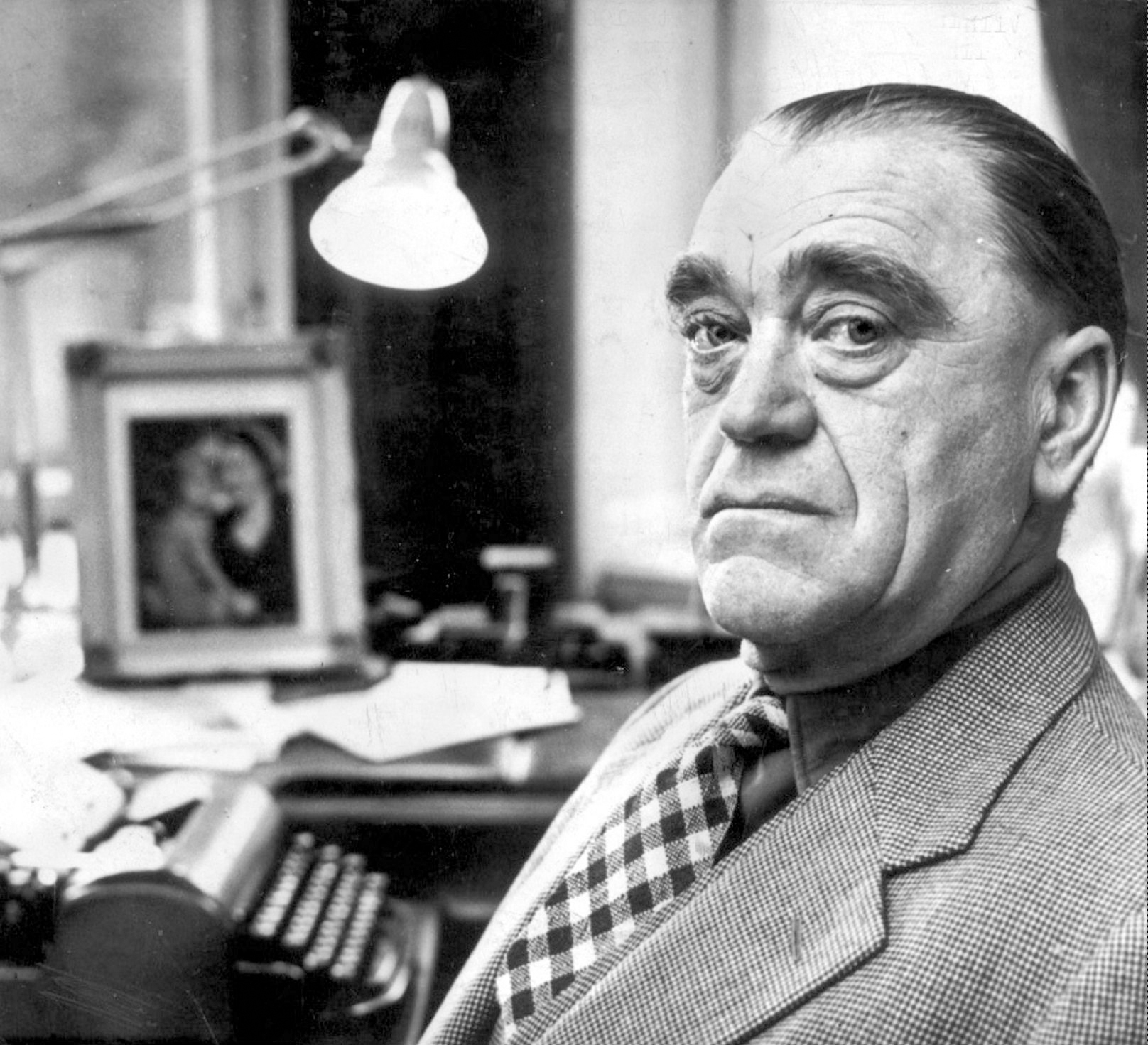
Vilhelm Moberg (1939)
Ivar Lo-Johansson (1941)
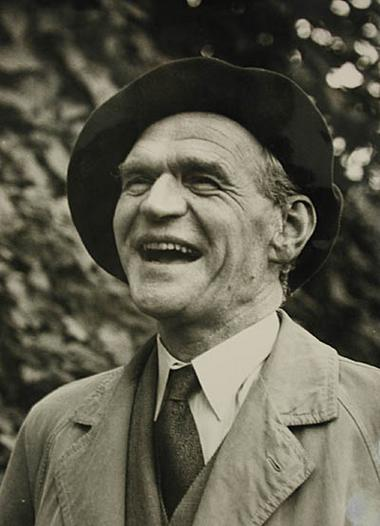
Olle Hedberg (1941)
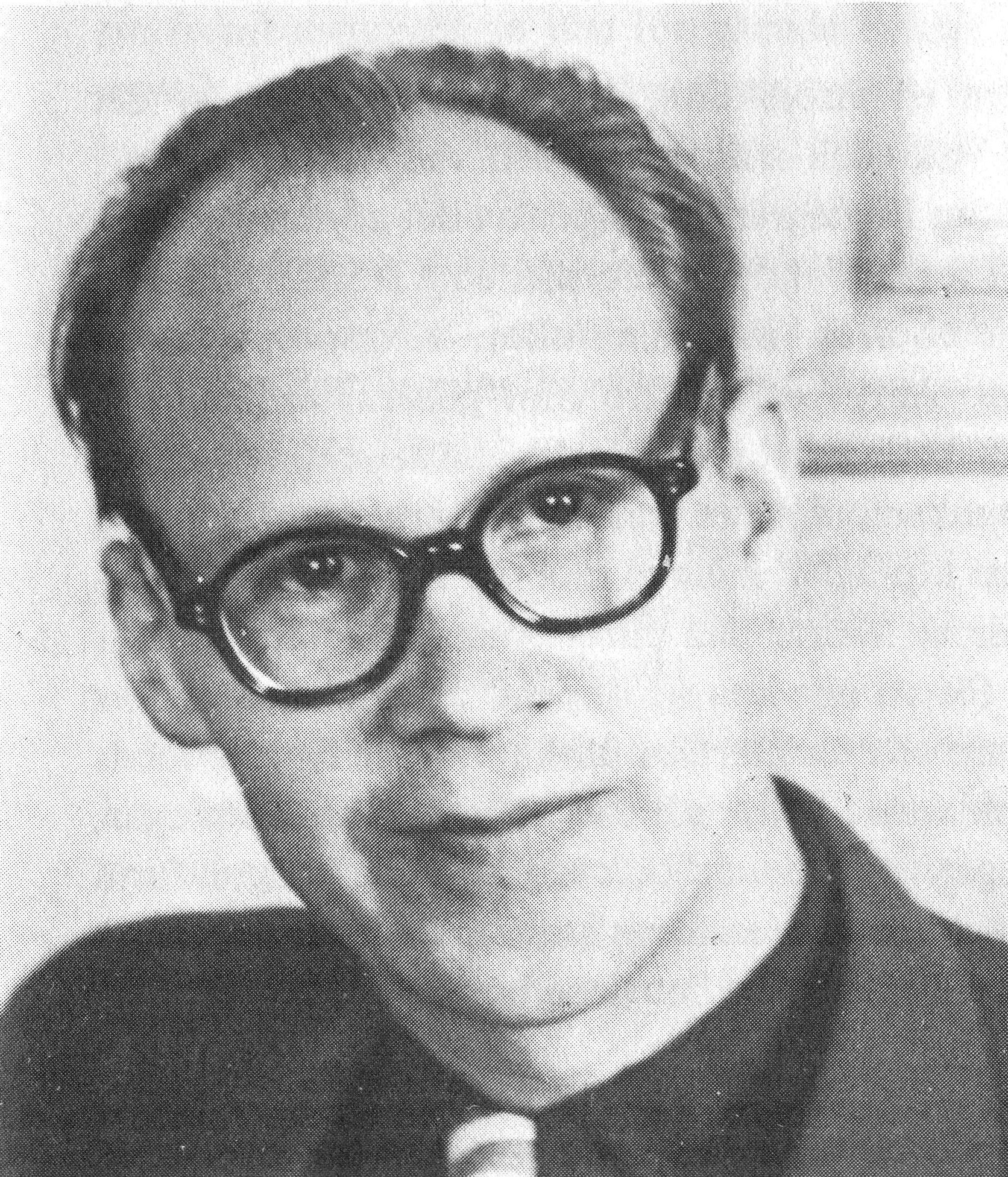
Karl Vennberg (1957)
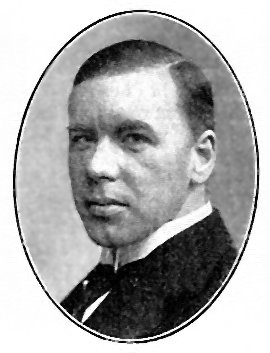
Anders Österling (1959)
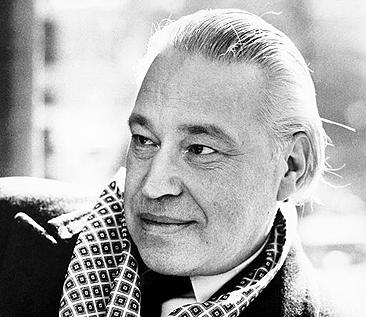
Erik Lindegren (1961)
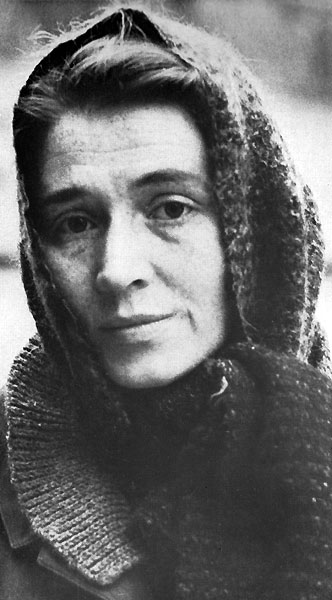
Birgitta Trotzig (1963)
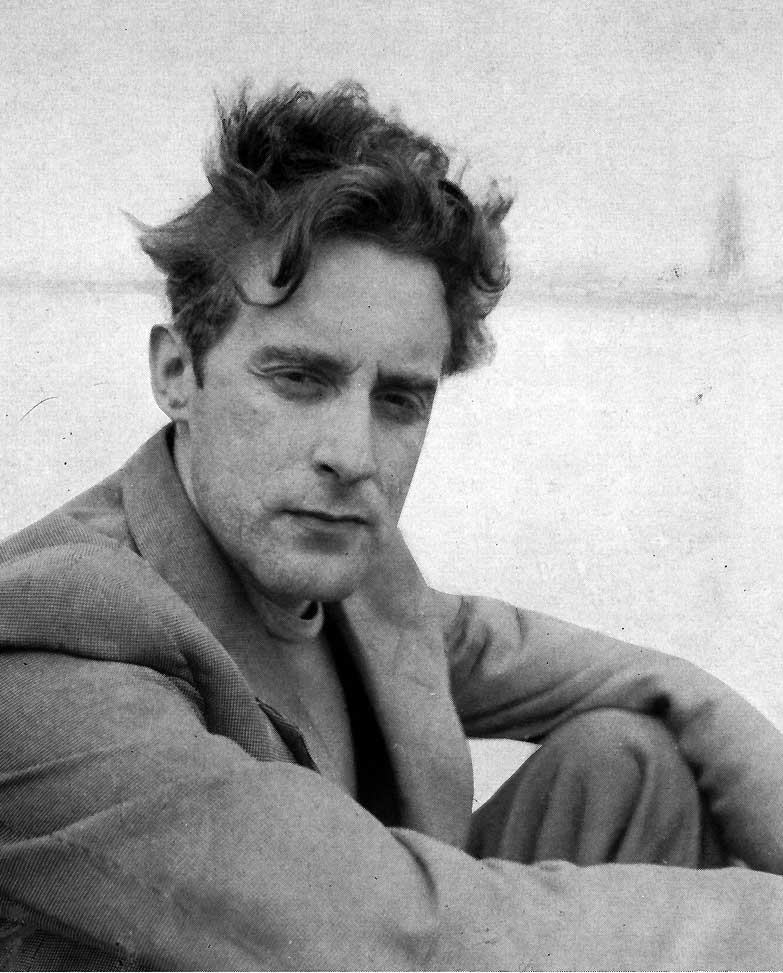
Werner Aspenström (1967)
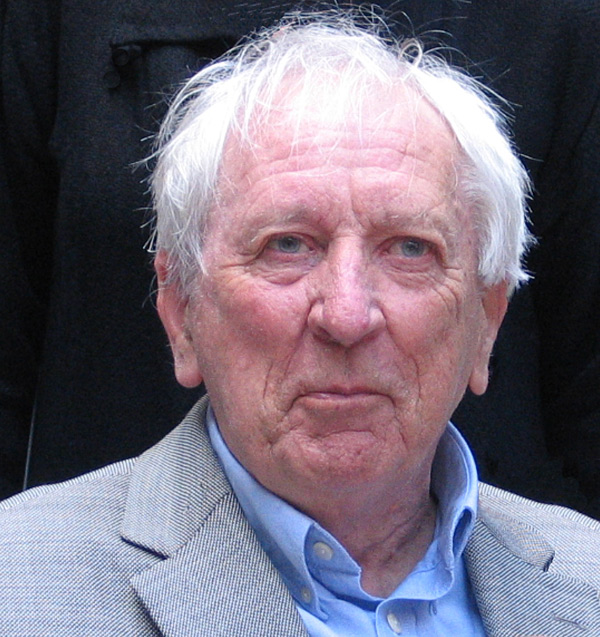
Tomas Tranströmer (1979)
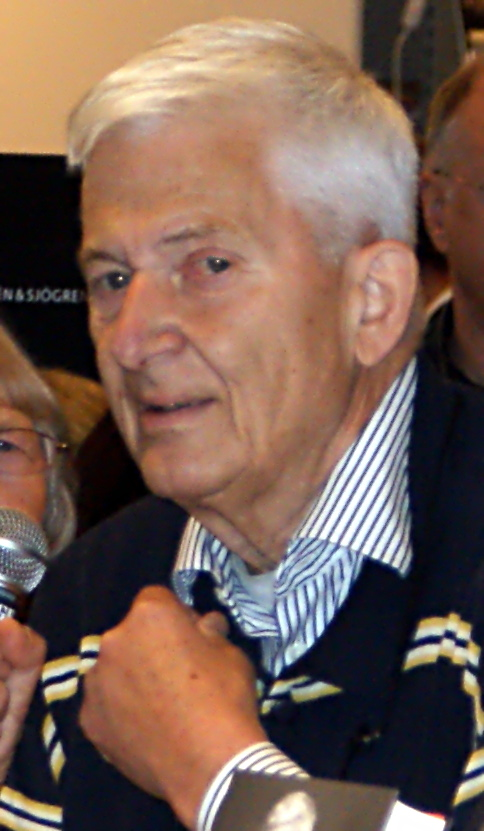
Per Olov Enquist (1994)
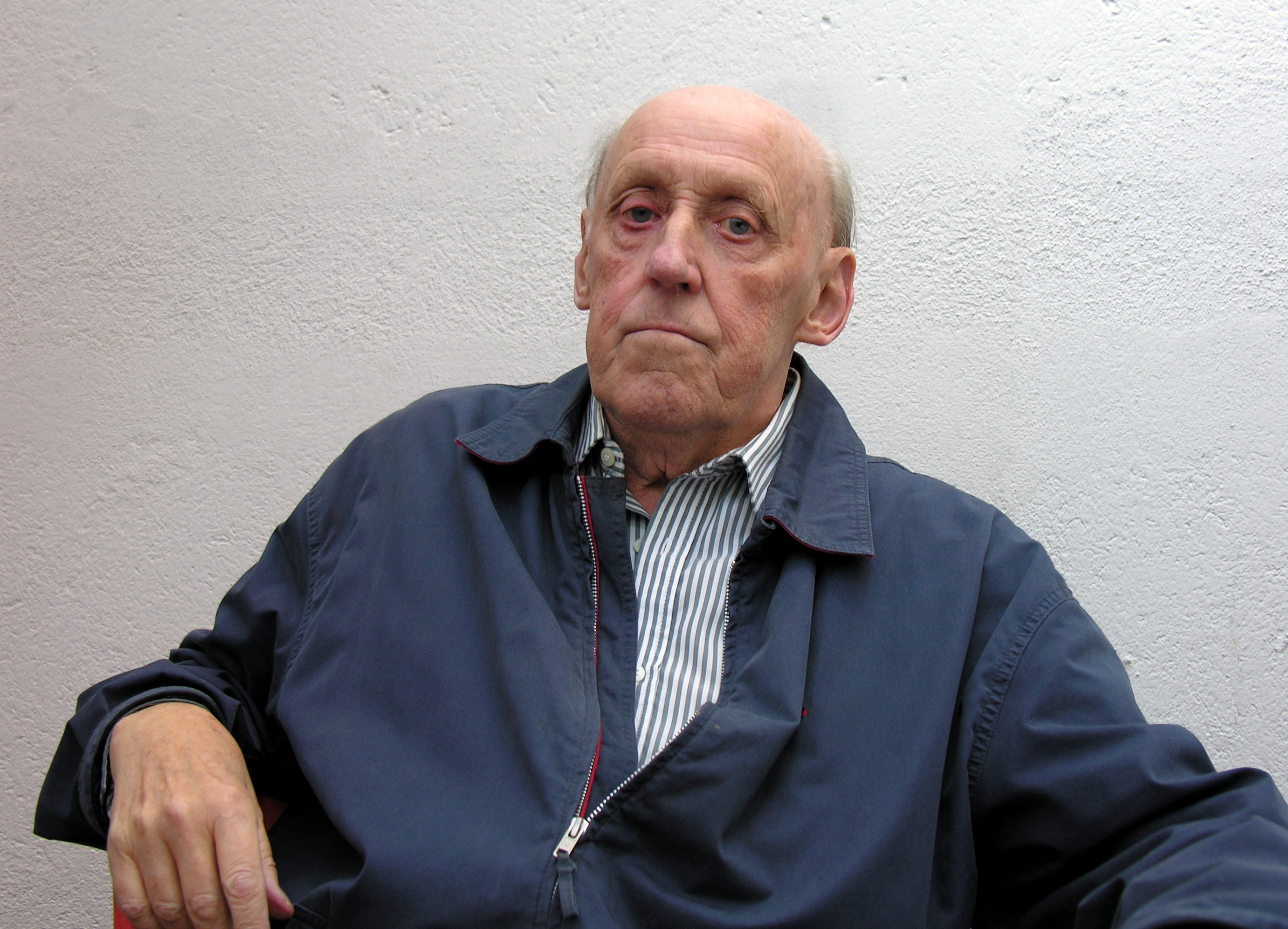
Bo Carpelan (1995)
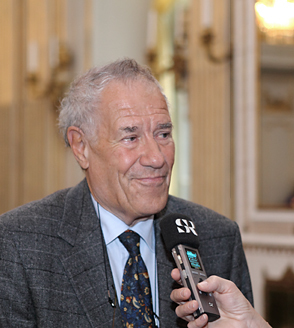
Per Wästberg (1997)
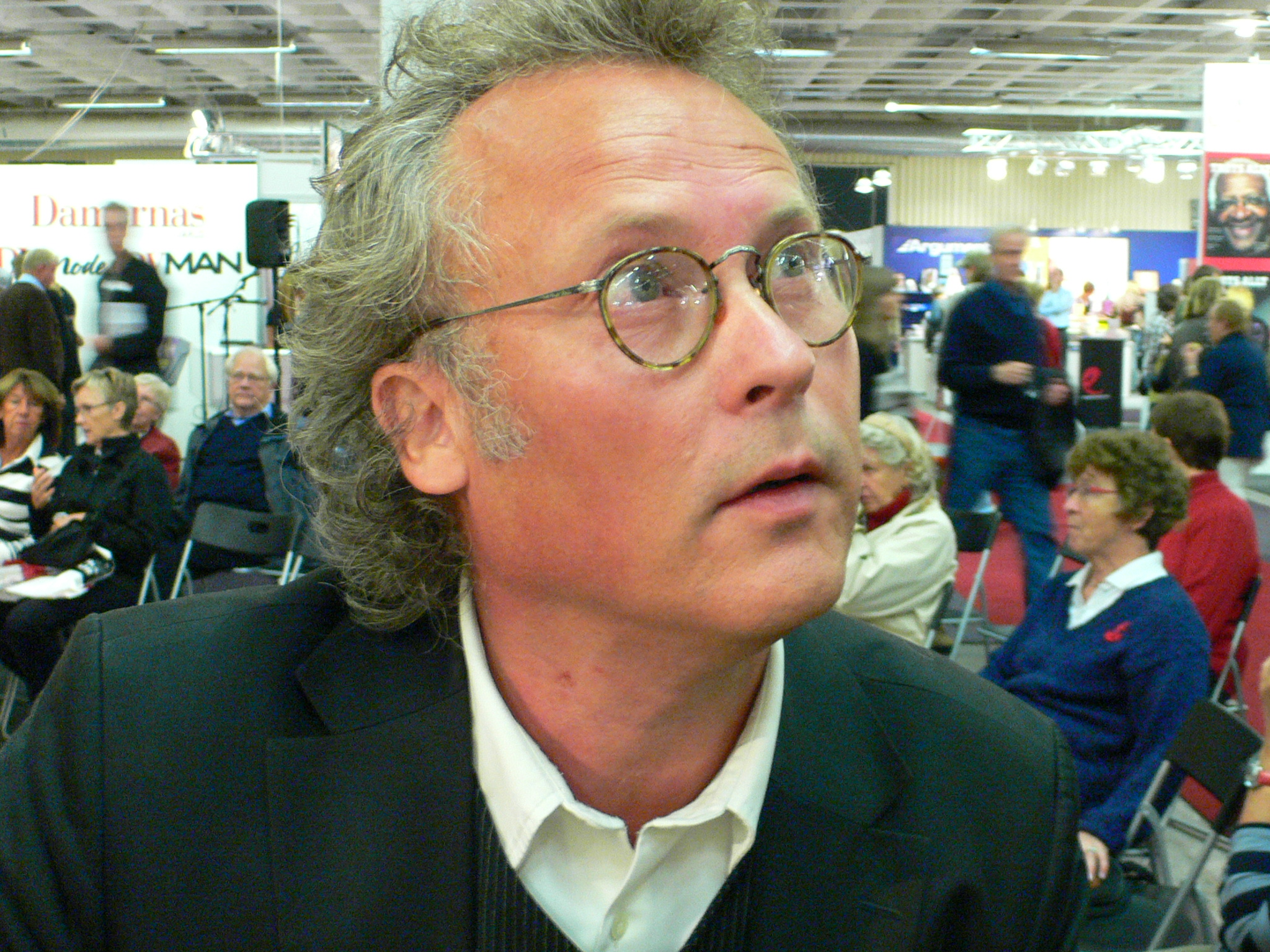
Klas Östergren (2005)
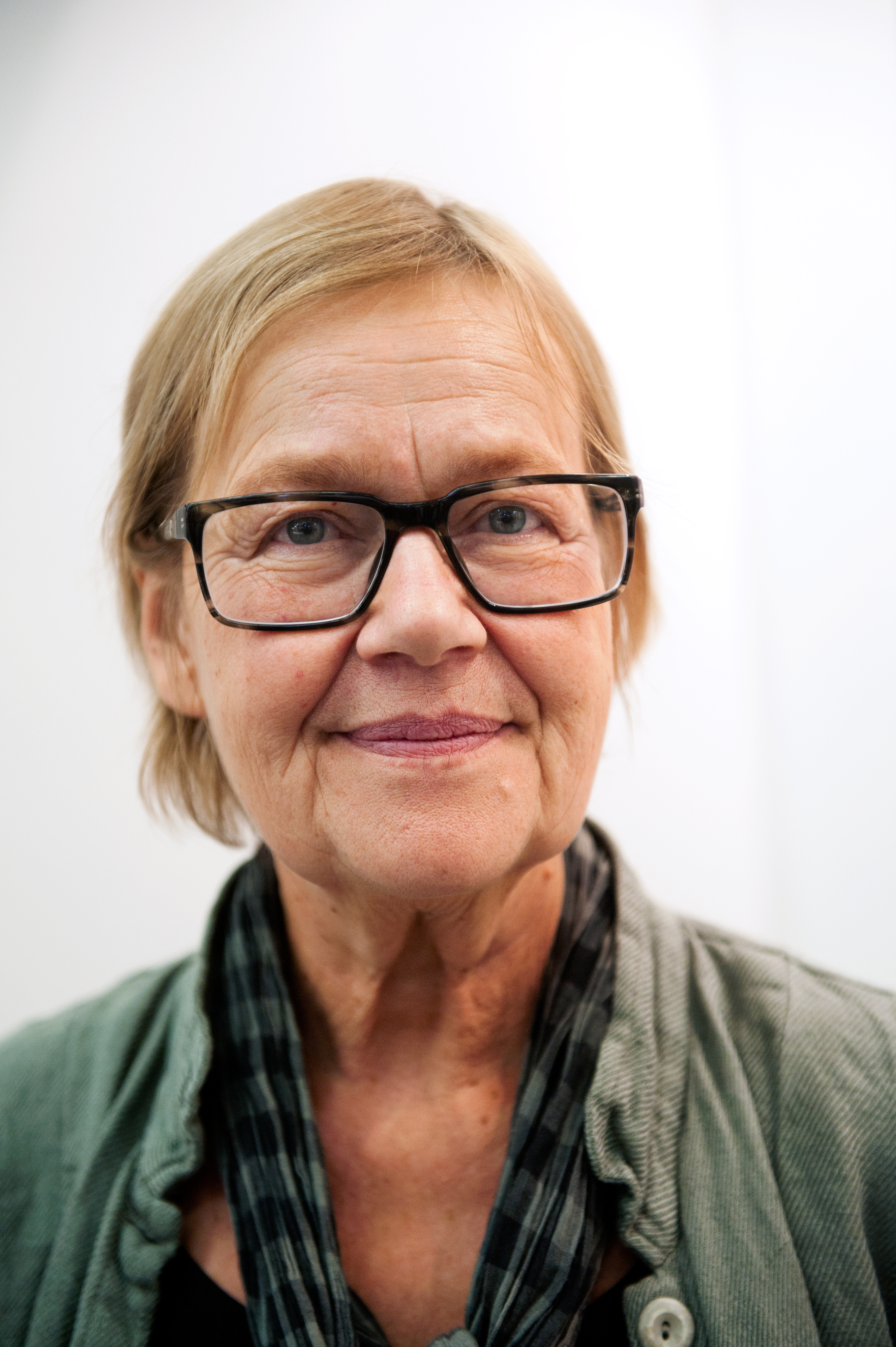
Tua Forsström (2007)